# 西藏舌突蛙
西藏舌突蛙（学名：Liurana xizangensis）一种分布于中华人民共和国西藏自治区波密县、墨脱县等地的两栖动物，隶属于亚洲角蛙科舌突蛙属。其种加词“xizangensis”意为“西藏的”。
本种发布时被归入逊蹼湍蛙属（Cornufer），之后又曾被归入小跳蛙属（Ingerana）、扁手蛙属（Platymantis ）、小岩蛙属（Micrixalus），1997年中国学者将其归入舌突蛙属。

## 形态特征
西藏舌突蛙体型小，雄蛙体长21毫米左右。身体背部皮肤较光滑，呈棕褐色；身体腹部为肉色有黑色网状斑；四肢腹面橘红色，掌、跖部棕色。

## 保护
本种于2023年被收录入《有重要生态、科学、社会价值的陆生野生动物名录》。